# HMAS Yarra (1910)
HMAS Yarra – australijski niszczyciel z okresu I wojny światowej, jedna z sześciu jednostek typu River. Okręt został zwodowany 8 kwietnia 1910 roku w brytyjskiej stoczni William Denny and Brothers w Dumbarton, a w skład Royal Australian Navy wszedł 10 września 1910 roku. Jednostka, oznaczona znakami burtowymi 79 i H.A4, została wycofana ze służby w październiku 1929 roku, po czym zatopiona jako okręt-cel 22 sierpnia 1932 roku.

## Projekt i budowa
HMAS „Yarra” był jednym z sześciu bliźniaczych niszczycieli (oryginalnie klasyfikowanych jako torpedo-boat destroyers) typu River, zbudowanych według zmodyfikowanego projektu brytyjskich okrętów typu Acheron . Zbudowane dla Australii niszczyciele różniły się od swych brytyjskich braci dwoma pochylonymi kominami oraz słabszym uzbrojeniem . „Yarra” wraz z bliźniaczą jednostką „Parramatta” zamówiony został przez australijski rząd w 1909 roku, w ramach planu pozyskania dwunastu nowoczesnych okrętów.
„Yarra” zbudowany został w brytyjskiej stoczni William Denny and Brothers w Dumbarton (numer stoczniowy 899) . Stępkę okrętu położono w 1909 roku, zwodowany został 8 kwietnia 1910 roku, a budowę ukończono 25 sierpnia 1910 roku .

## Dane taktyczno-techniczne
„Yarra” był niewielkim niszczycielem o długości całkowitej 75 metrów, szerokości 7,8 metra i zanurzeniu 2,7 metra . Wyporność normalna wynosiła 778 ton, zaś pełna 990 ton . Siłownię okrętu stanowiły trzy zestawy turbin parowych systemu Parsonsa o łącznej mocy 13 500 KM, do których parę dostarczały trzy kotły Yarrow . Prędkość maksymalna napędzanego trzema śrubami okrętu wynosiła 27 węzłów. Okręt zabierał zapas 178 ton paliwa, co zapewniało zasięg wynoszący 2300 Mm przy prędkości 13 węzłów .
Na uzbrojenie artyleryjskie okrętu składało się pojedyncze działo kalibru 102 mm (4 cale) BL Mark VIII L/40 oraz trzy pojedyncze działa 12-funtowe kal. 76 mm (3 cale) QF Mark I L/40 . Uzbrojenie uzupełniały cztery karabiny maszynowe, w tym trzy Lewis. Broń torpedową stanowiły trzy pojedyncze wyrzutnie kal. 450 mm (18 cali) . 
Załoga okrętu składała się z 70 oficerów, podoficerów i marynarzy .

## Służba
Okręt został przyjęty w skład Royal Australian Navy 10 września 1910 roku, otrzymując numer taktyczny 79. 11 września 1914 roku wraz z bliźniaczym niszczycielem „Warrego” „Yarra” wziął udział w osłonie desantu wojsk australijskich na wybrzeże Nowej Brytanii (ówcześnie części niemieckiej kolonii). Po zakończeniu I wojny światowej numer taktyczny jednostki zmieniono na H.A4. Niszczyciel wycofano ze służby w październiku 1929 roku, po czym rozpoczęto jego demontaż w stoczni Cockatoo Island w Sydney . Kadłub jednostki zatopiono jako okręt-cel 22 sierpnia 1932 roku.